# Coponius
Coponius war der erste Präfekt Roms in Judäa, das zu dieser Zeit Teil der Provinz Syria war. Er war etwa von 6 bis 8 n. Chr. für dieses Gebiet zuständig. Seine Amtszeit schloss sich an die Regierung des Herodes Archelaos an, der aufgrund seiner schlechten Herrschaft von Rom abgesetzt wurde. Über sein Leben ist weiter nichts überliefert.
In Coponius’ Amtszeit fiel die Revolte von Judas dem Galiläer. Auslöser hierfür war allerdings weniger die Person des Coponius als vielmehr die zu dieser Zeit erfolgte Volkszählung, die unter Publius Sulpicius Quirinius stattfand und auf großen Widerstand in der Bevölkerung stieß.
Es wird berichtet, dass es während der Statthalterschaft des Coponius in Judäa zu einem Vorfall kam, der offenbar so bemerkenswert war, dass er bis nach Rom berichtet wurde und zu personellen Konsequenzen führte. Während eines Passahfestes nach Amtsantritt des Coponius wurden wie üblich um Mitternacht die Türen des Jerusalemer Tempels geöffnet. Hierbei warf eine Gruppe von Samaritanern durch die Richtung Königspalast gerichteten Tore menschliche Knochen ins Heiligtums. Kurz nach diesem Vorfall wurde Coponius nach Rom zurückgerufen und durch seinen Nachfolger ersetzt. Es darf vermutet werden, dass dieser Vorfall ebenfalls dafür verantwortlich ist, dass eine Tür des Tempels, die zuvor Shalleshéd genannt wurde, in der Zeit des Herodes den Namen „Tor des Coponius“ trug.
Über die Einstellung des Coponius zum jüdischen Volk ist nichts bekannt. Sein Nachfolger im Amt war Marcus Ambibulus, der für dieses Gebiet in den Jahren 9 bis 12 n. Chr. administrativ zuständig war. 